# Julia Bache-Wiig
Julia Bache-Wiig (født 18. august 1984 i Eivindvik, Gulen) er en norsk skuespiller.
Hun har bl.a gået på skuespillerlinjen ved Nordisk institutt for scene og studio.
Hun har blandt andet spillet rollen som den 17 år gamle Frida i dramaserien Størst av alt på NRK. I filmen Max Manus spillede hun sygeplejerske Liv som behandlede Max Manus (Aksel Hennie) på sygehuset, og som senere hjalp ham med at undslippe. I 2011 medvirkede hun i en forestilling om Knutby-sagen på Hålogaland Teater, Tromsø.

## Filmroller
- 2006 Hjerteklipp – Eva
- 2007 Størst av alt (tv-serie) – Frida Røst Halvorsen
- 2008 Max Manus – Liv, sygeplejserske
- 2010 En ganske snill mann – Silje
- 2011 Ta' mig – Maria
- 2012 To liv - Anne Myrdal
- 2015 Frikjent - Åse Johansen

## Teater
- Knutby (2011)
- Dyveke på DNS (2013)
- Vaffelhjarte (2014)
- Forbrent (2015)